# 岩﨑泰彦
岩﨑 泰彦（いわさき やすひこ）は、日本の国土交通技官。福岡県県土整備部長、国土交通省九州地方整備局長、国土技術政策総合研究所所長等を務めた。

## 人物・経歴
北海道出身。北海道札幌北高等学校を経て、1982年北海道大学大学院工学研究科修了、建設省入省。アメリカ合衆国道路庁出向、国土交通省中国地方整備局岡山国道工事事務所長などを経て、2002年国土交通省大臣官房技術調査課建設技術調整官。2006年福岡県土木部長。2008年福岡県県土整備部長。2009年国土交通省国土計画局調整課長。
2010年国土交通省北海道局地政課長。2011年東北地方整備局副局長。2013年九州地方整備局長。2014年国土技術政策総合研究所長。2015年大臣官房付・即日辞職。2016年道路交通情報通信システムセンター審議役。のち、道路交通情報通信システムセンター専務理事、世紀東急工業専務執行役員。

## 著書
- 『知能道路2001 : Smartway』（徳山日出男, 加藤恒太郎と共著）日本経済新聞社 1998年